# Cirolana venusticauda
Cirolana venusticauda är en kräftdjursart som beskrevs av Stebbing 1902. Cirolana venusticauda ingår i släktet Cirolana och familjen Cirolanidae.
Artens utbredningsområde är Madagaskar. Inga underarter finns listade i Catalogue of Life.